# Мальцево (Калининградская область)
Мальцево (до 1938 — Клайн Карповен (нем. Klein Karpowen), до 1947 — Клайн Карпау (нем. Kleinkarpau)) — посёлок в Озёрском городском округе Калининградской области. 

## География
Посёлок расположен на берегу реки Бородинка в 20 км на запад от Озёрска на автодороге 27А-027 Озёрск — Калининград.

## История
9 апреля 1874 года Кляйн Карповен был отнесен к недавно созданному сельскому округу Куркенфельд в районе Гердауэн административного округа Кёнигсберг Восточной Пруссии. В 1938 году Кляйн Карповен был переименован в Кляйн Карпау.
После Второй мировой войны в 1947 году поселок был переименован в Мальцево и включен в состав Некрасовского сельсовета Озерского района. В 1988 году административный центр Некрасовского сельсовета был перенесен в Мальцево. С 2008 по 2014 год Мальцево входило в состав Новостроевского сельского поселения, с 2015 по 2022 год - в Озёрский городской округ, а с 2022 года - в Озёрский муниципальный округ.
До 2008 года в посёлке действовала основная общеобразовательная школа им. Федора Степанникова

## Население
| 1910 | 2002 | 2010 |
| ---- | ---- | ---- |
| 164  | ↗471 | ↘467 |

## Инфраструктура
В посёлке имеются детский сад № 4, отделение связи Почты России.